# ガイ・イニス＝カー (第10代ロクスバラ公爵)
第10代ロクスバラ公爵ガイ・デイヴィッド・イニス＝カー（英語: Guy David Innes-Ker, 10th Duke of Roxburghe、1954年11月18日 - 2019年8月29日）は、イギリスの貴族。

## 生涯
第9代ロクスバラ公爵と後妻マーガレット・エリザベス・マコーネル（Margaret Elizabeth McConnel、1983年没、フレデリック・マコーネル陸軍大尉の娘）との長男として生まれた。
イートン校に入校したのち、サンドハースト王立陸軍士官学校に進学した。1974年にブルーズ・アンド・ロイヤルズ連隊付中尉を拝命している。同年に父の死去に伴って、ロクスバラ公爵を継承した。その後、ケンブリッジ大学モードリン・カレッジに学んで、学士及び修士課程を修了した。
2019年に一族の居城フロアズ城で病没、爵位は長男チャールズが相続した。

## 家族
1977年9月10日にジェーン・メリエル・グローヴナー（Jane Meriel Grosvenor、1953年2月8日生まれ、第5代ウェストミンスター公爵の次女）と結婚して、二男一女をもうけた。
- 第1子（長女）ロザーナ・ヴィオラ・アレクサンドラ（1979年1月16日 - ）- 2008年にグリムストン子爵ジェームズ・グリムストン（ヴェルラム伯爵家嫡男）と結婚した[1]。子息女あり。
- 第2子（長男）チャールズ・ロバート・ジョージ（1981年2月18日 - ）- 第11代ロクスバラ公爵
- 第3子（次男）エドワード・アーサー・ジェラルド（1984年2月2日 - ）

1992年9月3日にヴァージニア・メアリー・ウィン＝ウィリアムズ（Virginia Mary Wynn-Williams）と結婚して、一男一女をもうけた。
- 第1子（長女）イザベラ・メアリー（1994年9月7日 - ）
- 第2子（長男）ジョージ・アラステア（1996年11月20日 - ）